# Metabiantes hanstroemi
Metabiantes hanstroemi is een hooiwagen uit de familie Biantidae.